# Марамзін Федір Андрійович
Марамзін Федір Андрійович (нар. 16 вересня 1939, с. Велика Скаредна) — український політик. Колишній народний депутат України.

## Життєпис
Народився Марамзін Федір Андрійович 16 вересня 1939 року в селі Велика Скаредна (Аромашівський район, Тюменська область, Росія) у селянській сім'ї. 
У 1972 році закінчив Луганський машинобудівний технікум, за освітою технік-технолог («Обробка металів різанням»).
- 1959-1961 рр. — завідувач Ново-Петровського сільського клубу Аромашівського райвідділу культури.
- Жовтень 1961 - квітень 1998 р. — слюсар, електромонтер, майстер, старший інженер, заступник начальника загону воєнізованої охорони Луганського тепловозобудівного заводу (Державна холдингова компанія «Луганськтепловоз»).
- 1994-1998 р. — депутат, голова депутатської групи «Союз» — за соціальний захист.
- Вересень 1997 - квітень 1998 рр. — член виконкому Луганської міськради.

Член КПУ (з 1972 р.), 1-й секретар Луганської МК КПУ (з травня 1997 р.).

## Політична діяльність
Народний депутат України 3 скликання з березня 1998 - квітень 2002 року, виборчий округ №104, Луганської області. На час виборів: заступник начальника загону воєнізованої охорони державної холдинґової компанії «Луганськтепловоз», член КПУ.
Квітень 2002 року — кандидат в народні депутати України, виборчий округ №105, Луганської області, самовисування. За проголосували 1.29 %, 12 з 22 претендентів на час виборів в народні депутати України, безпартійний.
Член Комітету з питань регламенту, депутатської етики та організації роботи ВР України (з липня 1998 р.), виконувач обов'язків голови підкомітету з депутатської етики Комітету з питань регламенту, депутатської етики та організації роботи ВР України (з липня 1998 р.). Член фракції КПУ (травень 1998 - лютий 2001 рр.), позафракційний (06-20 лютого 2001 р.), член фракції КПУ (з лютого 2001 р.).

## Нагороди
- Медаль «Ветеран праці».

## Родина
Дружина Людмила Степанівна — оператор Луганського міськводоканалу. У подружжя народились два сина Василь та Іван.

## Захоплення
- Туризм
- Гумор
- Збирання грибів.